# Top Man
Pour plus de détails, voir Fiche technique et Distribution.
Top Man est un film américain en noir et blanc réalisé par Charles Lamont et sorti en 1943.

## Fiche technique
- Titre français : Le Chef de famille
- Titre belge francophone : Place aux jeunes[1]
- Titre original : Top Man
- Réalisation : Charles Lamont
- Scénario : Zachary Gold d'après une histoire de Ken Goldsmith
- Société de production et de distribution : Universal Pictures
- Photographie : Hal Mohr
- Montage : Paul Landres
- Musique : Frank Skinner, Charles Previn, Count Basie
- Pays de production : États-Unis
- Langue : anglais
- Format : noir et blanc - projection : 1,37:1 - son : Mono (Western Electric Recording)
- Genre :  Comédie romantique et film musical
- Durée : 74 min
- Dates de sortie: 
  - États-Unis : 17 septembre 1943
  - France : 6 octobre 1944

## Distribution
- Donald O'Connor : Don Warren
- Susanna Foster : Connie Allen
- Lillian Gish : Beth Warren
- Richard Dix : Tom Warren
- Peggy Ryan : Jane Warren
- Anne Gwynne : Pat Warren
- Noah Beery Jr. : Ed Thompson
- Samuel S. Hinds : M. Fairchild
- Louise Beavers : Cleo
- Dickie Love : Tommy Haley
- Marcia Mae Jones : Erna Lane
- David Holt : Archie Fleming

## Bande originale
- Wrap Your Troubles in Dreams, musique de Harry Barris, par l'orchestre de Count Basie[2]
- Samba Sue From Paducah, chanté par Peggy Ryan
- Basie Boogie, de Count Basie et Milton Ebbins